# Pierre Reinards
Pierre Marie Hubert Reinards (Maastricht, 28 mei 1903 – vermoedelijk Vaals, 12 december 1978) was een Nederlands begeleidingspianist en dirigent.
Hij was zoon van Anna Maria Catharina Crijns en Jean Marie Hubert Reinards. In 1938 trouwde hij met Maria Aleide Josephina van Densen.
Van zijn opleiding is niets bekend, maar in de jaren twintig dirigeerde hij diverse koren en orkesten in Nederlands Limburg. Zo leidde hij tussen 1926 en 1929 de "Avanti-Kapel", in 2025 nog steeds bestaand onder de naam "Symfonieorkest Avanti Maastricht".  Na zijn vertrek ging het orkest verder onder leiding van Henri Heydendael. Het koor "Sint Caecilia" uit Chevremont maakte ook van diensten gebruik. Reinards stootte door naar de grotere orkesten zoals het Stedelijk Orkest Maastricht. Midden jaren dertig werd hij als gastdirigent ingeschakeld door het symfonieorkest van de Katholieke Radio Omroep (KRO). Het orkest en koor van de KRO vroeg hem even later als vaste dirigent. Hij kreeg er te maken met verregaande verzuiling; de KRO wilde dat meer en meer orkestleden de Rooms-Katholieke Kerk aanhingen. Dit ging ten koste van Joodse musici, die door allerlei redenen moesten vertrekken. Dit gebeurde in de tijd dat in Duitsland het naziregime het steeds meer voor het zeggen kreeg en antisemitische maatregelen doorvoerde. Toen Duitsland eenmaal Nederland bezet had werden die maatregelen ook in Nederland van kracht. Joden mochten geen deel meer uitmaken van het publieke leven. Het zorgde ervoor dat Joodse musici op straat kwamen te staan en geen inkomsten meer hadden. Het orkest van de KRO werd opgedoekt en Reinards mocht leiding geven aan het Omroep Symfonie Orkest. Reinaerds zou in de oorlog in het Het Nationale Dagblad (blad van de Nationaal-Socialistische Beweging) (en Limburger Koerier) de Nederlandsche Kultuurkamer verdedigen, wellicht om in een goed blaadje te komen bij de Duitse bezetter. Hij zei in zijn pleidooi dat hij onder dat bewind een nieuwe beweging in de Nederlandse en Duitse kunst zag; hij repte niet over de negatieve aspecten.   Reinards kon tijdens de Tweede Wereldoorlog door dirigeren. Zo was hij betrokken bij een concert in het kader van winterhulp, gehouden in het Concertgebouw waarbij orkesten van de KRO (onder leiding van Reinairds) en AVRO (Nico Treep) een concert verzorgden.   
Ook stond hij in 1941 voor het Rotterdams Philharmonisch Orkest in het Scheveningse Kurhaus met een operaprogramma. 
Tegen het eind van de oorlog beklaagde Reinards zich over het gebrek van enthousiasme bij Nederlandse musici om zich in te zetten voor festivals, waardoor in zijn ogen de nieuwe Nederlandse muziek de dupe van werd.
Na de oorlog werd hij opgepakt; hij moest zich verantwoorden voor een tribunaal, dat hem beschuldigde van hulp en steun aan den vijand voordeel te hebben behaald en dirigeren van concerten voor Duitse instanties, alsmede lidmaatschap van die Kultuurkamer.   het onderzoek en rechtsgang duurde lang. Vanwege een slechte gezondheid hoefde hij niet geïnterneerd te blijven. De uiteindelijke straf werd in september/oktober 1947 pas bepaald. De Gooise Kamer zette de nog zeventien maanden uit te zitten internering om in een straf met een lengte van zijn voorarrest. Wel werd hem het recht ontnomen om nog enige activiteiten bij de (semi-)overheidsbedrijven te ontplooien, dus werken bij de radio mocht hij niet meer. Het vonnis werd in de landelijke pers afgedrukt.  Vanaf 1947 werd zijn naam alleen nog vermeld, als men terugkeek op bijvoorbeeld de geschiedenis van door hem geleide ensembles.
In 1979 volgde zijn dankbericht.  In 1988 overleed zijn echtgenote. Hij werd begraven op begraafplaats aan de Tongerseweg, Maastricht, niet duidelijk is of zijn vrouw daar later bijgezet werd.
Na hun overlijden kwam zijn naam nog een enkele keer naar voren. Zo werd hij genoemd in een documentaire (2025) van Pointer, waarin teruggekeken werd op het gedrag van de KRO gedurende de tijd van opkomend antisemitisme in die jaren dertig. Deze documentaire en bijbehorend onderzoek was gevolg van de documentaire Het verraad van Hilversum (2024) uitgezonden door de Evangelische Omroep.